# Four Rooms
Four Rooms is een Amerikaanse komische film uit 1995. Het zijn vier verhalen die in een hotel in Los Angeles tijdens Oud & Nieuw plaatsvinden. Tim Roth speelt min of meer de hoofdrol in al deze verhalen. Naast hem zijn onder andere Bruce Willis, Antonio Banderas en Madonna te zien.
De film werd geregisseerd door Allison Anders, Alexandre Rockwell, Robert Rodriguez en Quentin Tarantino. Ieder nam een deel van de film onder handen. De soundtrack werd gemaakt door Combustible Edison.

## Samenvatting

### Honeymoon Suite -The Missing Ingredient
- Door Allison Anders

#### Synopsis
Dit verhaal introduceert de hoofdpersoon Teddy de "bellboy" die tijdens Oud & Nieuw in een hotel werkt. Teddy komt in de bruidssuite terecht waar een groep heksen een brouwsel maken, waarmee zij een vloek van 40 jaar geleden op hun godin willen terugdraaien. Ieder van hen moet een ingrediënt in de pot gooien tijdens het ritueel. Er ontbreekt echter nog sperma als ingrediënt, en Eva krijgt de opdracht om Teddy hiervoor te verleiden.

#### Rolverdeling
| Acteur            | Personage |
| ----------------- | --------- |
| Tim Roth          | Ted       |
| Marc Lawrence     | Sam       |
| Sammi Davis       | Jezebel   |
| Amanda de Cadenet | Diana     |
| Valeria Golino    | Athena    |
| Madonna           | Elspeth   |
| Ione Skye         | Eva       |
| Lili Taylor       | Raven     |
| Alicia Witt       | Kiva      |

### Room 404 -The Wrong Man
- Door Alexandre Rockwell

#### Synopsis
Teddy wordt opgeroepen voor roomservice en komt in kamer 404 per ongeluk terecht in een zogenaamde gijzeling van een man en vrouw. Hij wordt onmiddellijk aangezien voor een ingehuurde gigolo, omdat Teddy de gijzeling opvat als een echte. Jennifer Beals, op dat moment de vrouw van Rockwell, speelt de vrouw.

#### Rolverdeling
| Acteur                 | Personage |
| ---------------------- | --------- |
| David Proval           | Siegfried |
| Jennifer Beals         | Angela    |
| Lawrence Bender        | yuppie    |
| Paul Skemp             | Theodore  |
| Quinn Thomas Hellerman | Bellhop   |

### Room 309 -The Misbehavers
- Door Robert Rodriguez

#### Synopsis
Een man en vrouw willen met hun twee kinderen uit gaan, maar besluiten dat ze meer 'plezier' zullen hebben, als ze de kinderen in het hotel achterlaten. Ze betalen Teddy $500, als hij op de kinderen let en de vader geeft hem de uitdrukkelijke waarschuwing zich niet te misdragen. Nadat de kinderen de verantwoordelijkheid van Teddy uittesten, vinden ze een naald in de kamer en drinken een hele fles champagne, wat uitmondt in slecht gedrag. Ook vinden ze een dode vrouw in het matras.

#### Rolverdeling
| Acteur           | Personage      |
| ---------------- | -------------- |
| Antonio Banderas | man            |
| Tamlyn Tomita    | vrouw          |
| Lana McKissack   | Sarah          |
| Danny Verduzco   | Juancho        |
| Patricia Vonne   | lijk           |
| Salma Hayek      | dansend meisje |

### Betty's House

#### Rolverdeling
| Acteur        | Personage          |
| ------------- | ------------------ |
| Kathy Griffin | Betty              |
| Marisa Tomei  | Margaret           |
| Julie McClean | linkse roodharige  |
| Laura Rush    | rechtse roodharige |

### Penthouse -The Man from Hollywood
- Door Quentin Tarantino

#### Synopsis
Teddy wordt naar het dakappartement geroepen, dat wordt bewoond door de beroemde regisseur Chester Rush en zijn vrienden, met een blok hout, een emmer ijs en een hakmes. Nadat hij kennis heeft gemaakt met Teddy, biedt Chester hem 1000 dollar aan om mee te doen aan een spel uit "The Man from The South" (in de film refereren ze aan "The Man From Rio, dit klopt echter niet), een verhaal door Roald Dahl.

#### Rolverdeling
| Acteur            | Personage    |
| ----------------- | ------------ |
| Quentin Tarantino | Chester Rush |
| Jennifer Beals    | Angela       |
| Paul Calderón     | Norman       |
| Bruce Willis      | Leo          |
| Kimberly Blair    | Hooker       |